# Cattedrale di Changchung

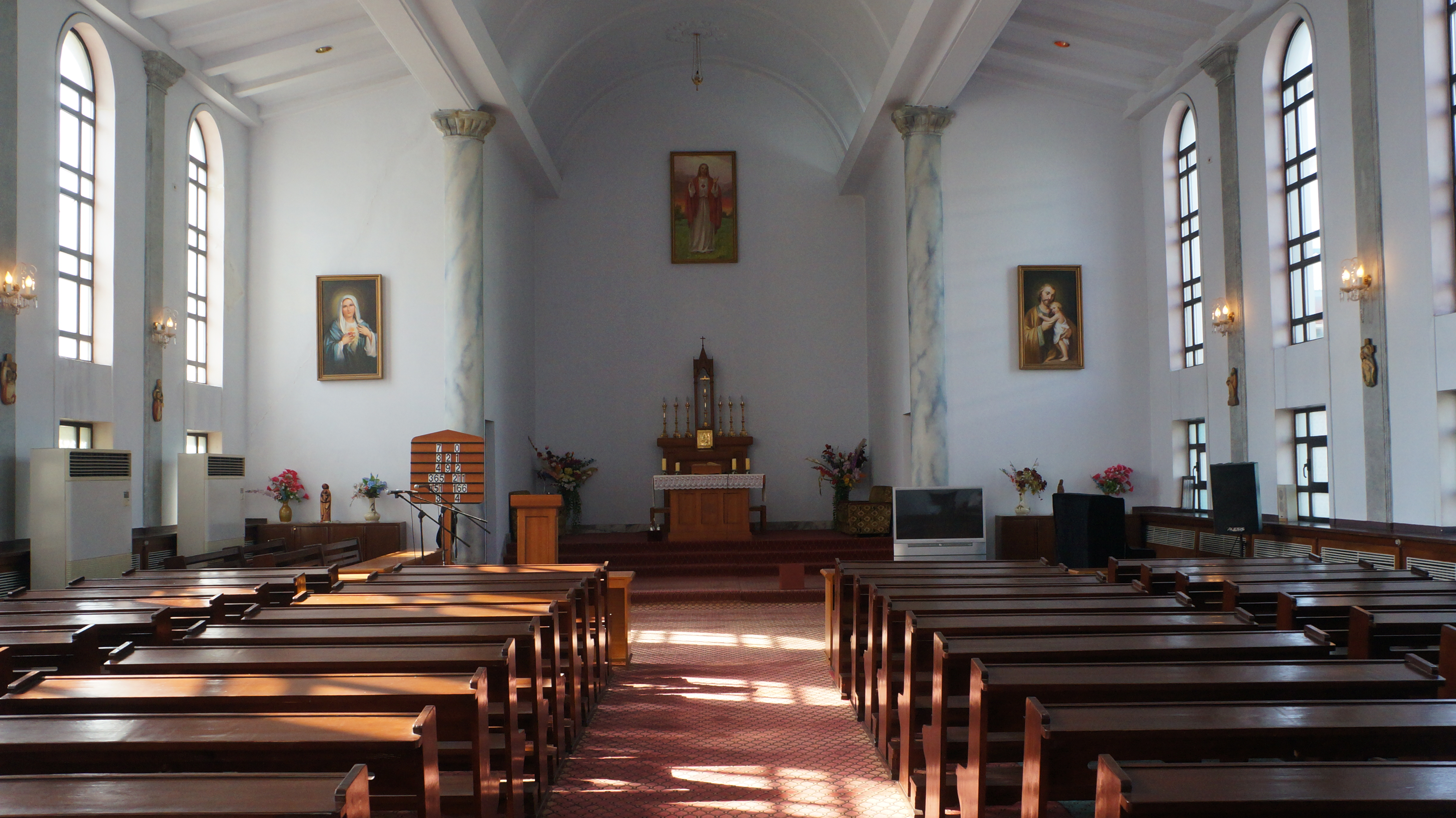
Interno della cattedrale di Changchung

La cattedrale di Changchung è la cattedrale nominale del vescovo cattolico di Pyongyang, è situata nel quartiere Changchung di Songyo-guyok, Pyongyang. È uno dei soli quattro luoghi di culto cristiani ufficiali a Pyongyang ed opera sotto l'Associazione cattolica coreana.

## Storia
Prima della divisione della Corea, Pyongyang era la città con il maggior numero di cristiani in Corea, ed era conosciuta come la "Gerusalemme coreana". Nel 1945, quasi 1/6 dei suoi cittadini erano cristiani, pertanto Pyongyang divenne sede dell'unica diocesi della Corea del Nord.
A seguito della divisione della Corea, nonostante la creazione della diocesi, il governo comunista di Kim Il-sung perseguitò i cristiani in quanto considerati "collaboratori e spie imperialiste"; persino il famoso nazionalista cristiano Cho Man-sik, inizialmente più influente di Kim, fu arrestato e fucilato. Gran parte della comunità cattolica è stata uccisa o imprigionata, alcuni sono riusciti a fuggire a sud.
La cattedrale originale, costruita in mattoni rossi alla fine del XIX secolo, fu distrutta nella guerra di Corea dalle forze americane. Nel 1949 l'ultimo vescovo formale di Pyongyang, Francis Hong Yong-ho, viene imprigionato dal governo comunista; di lui non si seppe più niente.
Nel 1988 venne costruita una nuova cattedrale a East Pyongyang. Allo stesso tempo, due chiese "protestanti" non nominative furono aperte nel tentativo del governo di mostrare la libertà religiosa.

## Operatività
La cattedrale è gestita dall'Associazione cattolica coreana e non è affiliata alla Santa Sede. A causa delle scarse relazioni con la Santa Sede, la cattedrale non ha attualmente alcun vescovo né sacerdote ordinato. Neanche un prete residente. Le messe sono officiate dal clero straniero.
C'è una fabbrica di noodle associata alla chiesa che riceve sostegno finanziario dall'arcidiocesi cattolica romana di Seoul e dai coreani cattolici negli Stati Uniti.